# A Romance of the Redwoods
A Romance of the Redwoods és una pel·lícula muda dirigida per Cecil B. DeMille i protagonitzada per Mary Pickford. Escrita per Cecil B. DeMille i Jeanie MacPherson, es va estrenar el 14 de maig de 1917.

## Argument
En morir la seva mare, Jenny Lawrence viatja de Boston cap a Califòrnia per anar a viure amb el seu oncle sense saber que aquest ha estat assassinat pels indis i que un assaltador de diligències ha pres el seu nom per amagar-se de la llei. Quan Jenny arriva a Strawberry Flats, s'assabenta del que ha succeït, però es veu forçada a acceptar la protecció de Brown i declarar que és la seva neboda per escapar a uns rufians.
Gradualment Jenny i Brown s'enamoren. Ella li ensenya educació i el commina a reformar-se. Ell accepta i treballa cercant or en una mina sense massa sort. Ella es passa el dia netejant la seva roba. Per tal d'estalviar aquesta feina a la noia, Brown decideix fer un darrer assalt a una diligència, però acaba sent detingut i, malgrat els precs de Jenny, decideixer linxar-lo. Desesperada, Jenny agafa un vestit de nina i es presenta davant el xèrif fent-li creure que està esperant una criatura de Brown. Decideix perdonar-lo, ells dos es casen i marxen. Poc després, apareix la nina sense vestit per lo que s'assabenten que era una enganyifa. Tot i que en principi es forma una colla per anar-los al darrere, el xèrif els fa enrere dient-los que quan 20 homes són enganyats per una noieta, el millor que poden fer es prendre’s la medicina. Jenny i Brown doncs s'escapen sense ser molestats.

## Repartiment
- Mary Pickford (Jenny Lawrence)
- Elliott Dexter ("Black" Brown)
- Tully Marshall (Sam Sparks)
- Raymond Hatton (Dick Roland)
- Charles Ogle (Jim Lyn)
- Walter Long (el xèrif)
- Winter Hall (John Lawrence)